# Skatträsket, Lappland
Skatträsket är en sjö i Arvidsjaurs kommun i Lappland och ingår i Skellefteälvens huvudavrinningsområde. Sjön har en area på 2,1 kvadratkilometer och ligger 398 meter över havet. Sjön avvattnas av vattendraget Skatträskbäcken.

## Delavrinningsområde
Skatträsket ingår i det delavrinningsområde (725530-166405) som SMHI kallar för Inloppet i Skatträsket. Medelhöjden är 403 meter över havet och ytan är 8,19 kvadratkilometer. Det finns ett avrinningsområde uppströms, och räknas det in blir den ackumulerade arean 10,54 kvadratkilometer. Skatträskbäcken som avvattnar avrinningsområdet har biflödesordning 3, vilket innebär att vattnet flödar genom totalt 3 vattendrag innan det når havet efter 151 kilometer. Avrinningsområdet består mestadels av skog (37 procent) och sankmarker (32 procent). Avrinningsområdet har 2,19 kvadratkilometer vattenytor vilket ger det en sjöprocent på 26,8 procent.